# ناگای نائوماسا
ناگای نائوماسا (به ژاپنی: 永井 尚政 Nagai Naomasa); ۱ ژانویهٔ ۱۵۸۷ – ۱۶ اکتبر ۱۶۶۸) سامورایی ، دایمیو در دوره ادو اهل ژاپن بود. در طول  شورش شیمابارا او مأمور شد تا از  کیوتو دفاع کند.